# Volksentscheid über die Gerichtsstrukturreform in Mecklenburg-Vorpommern
Der Volksentscheid über die Gerichtsstrukturreform war eine Abstimmung in Form eines Volksentscheides am 6. September 2015 in Mecklenburg-Vorpommern. Es handelte sich hierbei um den zweiten Volksentscheid und die erste auf ein erfolgreiches Volksbegehren zurückgehende Volksabstimmung in der Geschichte des Landes.
Gerichtet war der Volksentscheid auf die Aufhebung des 2013 beschlossenen Gerichtsstrukturneuordnungsgesetzes, das unter anderem die Schließung einiger Amtsgerichte vorsah und von Oktober 2014 bis Februar 2017 umgesetzt wurde. Initiiert wurde das Volksbegehren vom Verein Pro Justiz Mecklenburg-Vorpommern und dem Richterbund Mecklenburg-Vorpommern.
Die Initiative scheiterte im Volksentscheid unecht. Für die Aufhebung der Gerichtsstrukturreform stimmten zwar etwa 83 Prozent der Abstimmungsteilnehmer. Das Zustimmungsquorum von einem Drittel aller Stimmberechtigten wurde jedoch nicht erreicht. Nur 19,7 Prozent von etwa 1,3 Mio. Stimmberechtigten stimmten mit „Ja“. Damit ist der Gesetzentwurf des Volksbegehrens nicht angenommen worden. Die Gerichtsstrukturreform wurde daher weiter umgesetzt.

## Gegenstand und Vorgeschichte
Im Oktober 2013 beschloss der Landtag mit der Mehrheit der rot-schwarzen Koalition eine Gerichtsstrukturreform, die unter anderem eine Reduzierung der Amtsgerichte in Mecklenburg-Vorpommern von 21 auf 10 vorsieht und von Oktober 2014 bis Februar 2017 umgesetzt wurde. Mit schrittweiser Aufhebung der Amtsgerichte sind insgesamt sechs Zweigstellen eingerichtet worden.
Bis zum Volksentscheid wurden im Zuge der Umsetzung folgende Amtsgerichte aufgehoben.
| - Amtsgericht Anklam (Umwandlung zur Zweigstelle des Amtsgerichts Pasewalk) - Amtsgericht Ueckermünde - Amtsgericht Neustrelitz (Umwandlung zur Zweigstelle des Amtsgerichts Waren) - Amtsgericht Hagenow - Amtsgericht Parchim (Umwandlung zur Zweigstelle des Amtsgerichts Ludwigslust) - Amtsgericht Bad Doberan - Amtsgericht Grevesmühlen (Umwandlung zur Zweigstelle des Amtsgerichts Wismar) - Amtsgericht Wolgast |

Außerdem wurde das Arbeitsgericht Neubrandenburg aufgehoben und zur auswärtigen Kammer des Arbeitsgerichts Stralsund umgewandelt. Des Weiteren hat das Landessozialgericht seinen Sitz von Neubrandenburg nach Neustrelitz verlegt.
Begründet wurde die Notwendigkeit der Reform von der Landesregierung vor allem mit den rückläufigen Bevölkerungszahlen und dem demografischen Wandel in Mecklenburg-Vorpommern. Diese Entwicklung habe insgesamt zu einer geringeren Eingangsbelastung bei den Gerichten geführt. Gleichzeitig reduzierten sich aufgrund des Bevölkerungsrückgangs neben den Steuereinnahmen auch die Finanzzuweisungen der EU sowie die Mittel aus dem Länderfinanzausgleich, was Kosteneinsparungen durch eine Anpassung der Justiz erforderlich gemacht habe. Außerdem seien die kleineren Gerichte nicht in der Lage gewesen, die an sie gestellten Aufgaben effizient zu erfüllen. Die Landesregierung rechnete im Jahr 2013 mit einer gesamten Kostenminderung durch die Reform von abgezinst etwa 33,6 Mio. Euro über einen Zeitraum von 25 Jahren.
Der Verein Pro Justiz und der Richterbund forderten die Rücknahme der Reform und organisierten die Unterschriftensammlungen zunächst für die Volksinitiative „Für den Erhalt einer bürgernahen Gerichtsstruktur in Mecklenburg-Vorpommern“. Nach der Beschlussempfehlung des Europa- und Rechtsausschusses stimmte der Landtag dem Antrag der Volksinitiative zwar zu, sah darin mehrheitlich jedoch keinen Widerspruch zur geplanten Reform. Daraufhin wurde das Volksbegehren gegen die Gerichtsstrukturreform organisiert.
Die Initiatoren des Volksbegehrens führten an, die Gerichtsstrukturreform sei ohne belastbare Analyse des Reformbedarfs und ohne Prüfung von Alternativen zu den Gerichtsschließungen beschlossen worden. Kritisiert wurde insbesondere, dass durch die Schließung der Amtsgerichte einige Gerichtsbezirke und damit die Wegstrecken zum zuständigen Gericht sich derart vergrößern, dass die Gewährleistung der Justiz in einigen Teilen des Landes gefährdet wäre. So erhöhten sich in einigen Gerichtsbezirken die Entfernungen zum Amtsgericht teilweise auf über 50 oder sogar über 60 km. Darüber hinaus wurden die Einspareffekte bezweifelt, unter anderem weil die 2013 geplanten Kostensenkungen lediglich 0,019 % des damaligen Landeshaushalts betrugen.
Wegen des sich abzeichnenden Volksentscheides unternahmen die Fraktionen Bündnis 90/Die Grünen und Die Linke im Landtag zwei Gesetzesvorstöße, mit denen die Schließung von weiteren Amtsgerichten für zwei Jahre ausgesetzt werden sollte. Diese wurden im Oktober 2014 und Januar 2015 von den Regierungsfraktionen abgelehnt. Stefanie Drese (SPD) begründete dies damit, dass die geforderte Verschiebung der Reform mit rechtsstaatlichen Grundsätzen nicht vereinbar sei, ein Volksbegehren könne nicht dazu führen, dass ein Landtagsbeschluss nicht umgesetzt werde. Auch nachdem feststand, dass es einen Volksentscheid geben wird, scheiterten Grüne und Linke mit ihrem dritten Versuch zur Aufschiebung der Reform in der Landtagssitzung am 1. Juli 2015 an den Gegenstimmen der CDU und SPD.

## Rechtliche Grundlagen

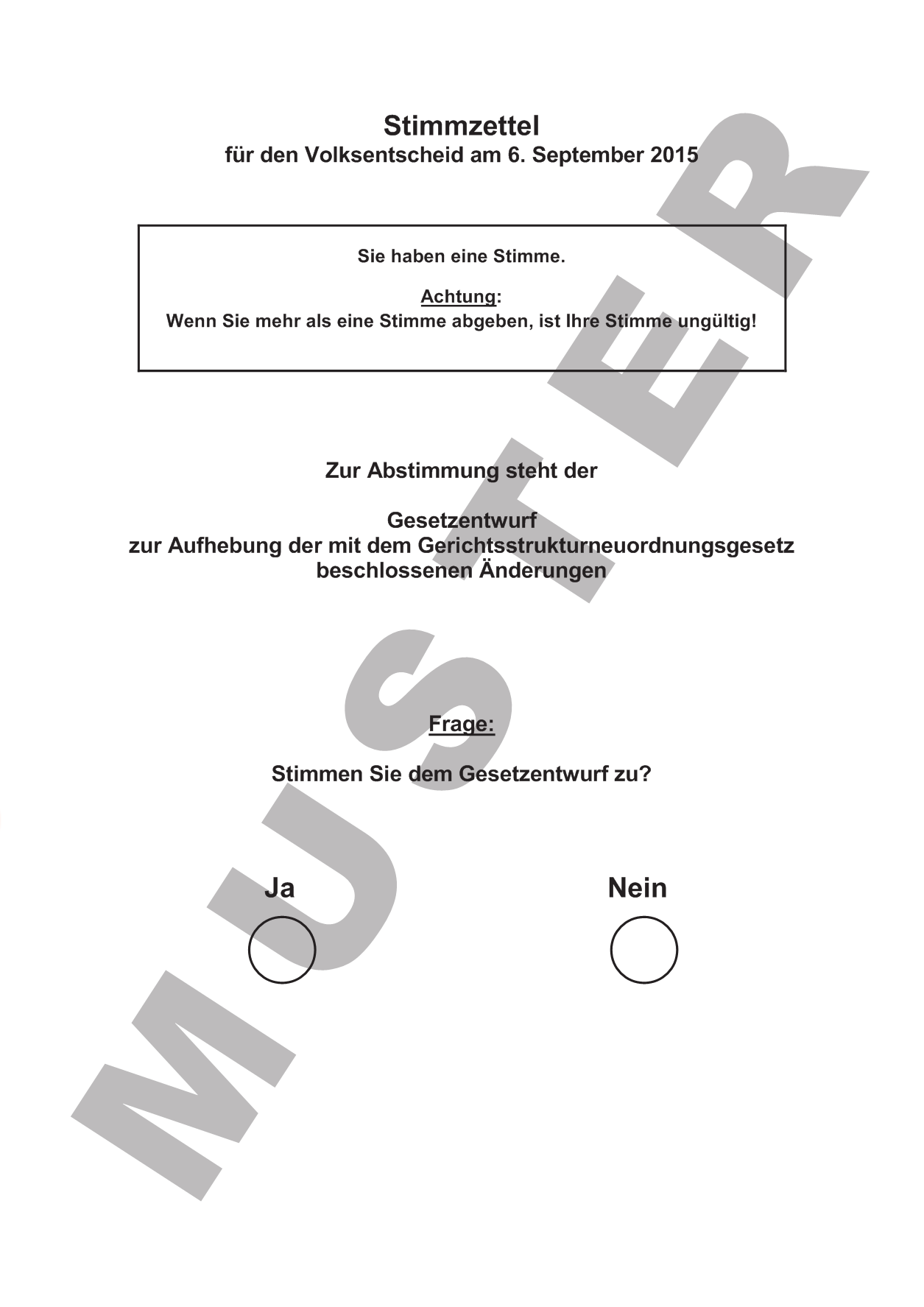
Muster des Stimmzettels

Die Volksgesetzgebung in Mecklenburg-Vorpommern ist in
- der Landesverfassung[13] (Art. 59 f.),
- dem Volksabstimmungsgesetz[14],
- dessen Durchführungsverordnung[15] und
- dem Gesetz über das Landesverfassungsgericht[16] (§§ 50 f.)

geregelt. Außerdem erließ das Ministerium für Inneres und Sport im Juni 2015 eine Verwaltungsvorschrift zur Vorbereitung und Durchführung von Volksentscheiden. Da ein erfolgreiches Volksbegehren in der Geschichte des Bundeslandes ein Novum darstellte, kamen die Regelungen über das Verfahren von Volksentscheiden in der Praxis bisher nicht zur Anwendung. Die Debatte um die Gerichtsstrukturreform führte daher auch zu einer verstärkten Auseinandersetzung des Landtages und der Landesregierung mit den Rechtsgrundlagen über die Volksgesetzgebung. Im Vergleich zu anderen Bundesländern hatte Mecklenburg-Vorpommern relativ hohe Hürden für Volksentscheide. Zwar einigten sich die Regierungsparteien mit der demokratischen Opposition auf eine Absenkung. Diese ist jedoch erst im Juni 2016 erfolgt. Im Folgenden werden daher die damaligen rechtlichen Rahmenbedingungen geschildert.

### Volksinitiative
Um einen Volksentscheid herbeizuführen, ist zwar ein erfolgreiches Volksbegehren notwendig. Die Volksinitiative ist dagegen nicht zwingende Vorstufe für ein Volksbegehren. Es müssen mindestens 15.000 Wahlberechtigte die Volksinitiative unterzeichnen, damit diese Erfolg hat. Innerhalb von drei Monaten hat der Landtag einen Beschluss über den Inhalt einer erfolgreichen Volksinitiative zu fassen. Obwohl die Volksinitiative „Für den Erhalt einer bürgernahen Gerichtsstruktur in Mecklenburg-Vorpommern“ vom Landtag angenommen wurde, beschloss dieser die Gerichtsstrukturreform.

### Volksbegehren
Inhalt eines Volksbegehrens muss der Erlass, die Änderung oder die Aufhebung eines Landesgesetzes sein. Der Gesetzentwurf des Volksbegehrens gegen die Gerichtsstrukturreform beinhaltete die Aufhebung der aktuellen Fassungen
- des Gerichtsstrukturgesetzes[24],
- dessen Ausführungsgesetzes[25],
- des Disziplinargesetzes[26] sowie
- der Konzentrationsverordnung[27]

und hätte die jeweiligen Fassungen wieder in Kraft gesetzt, die vor der Gerichtsstrukturreform bestanden haben. Die Verordnung des Justizministeriums zur Umsetzung des Gerichtsstrukturneuordnungsgesetzes, welche insbesondere die Zweigstellenverordnung enthält, wäre dann überflüssig und sollte daher ebenfalls durch den Gesetzentwurf aufgehoben werden.
Die damaligen gesetzlichen Bestimmungen sahen vor, dass für ein erfolgreiches Volksbegehren mindestens 120.000 Unterschriften von Wahlberechtigten nötig waren. Das entsprach etwa 8,7 % der Wahlberechtigten. Mit einem erfolgreichen Volksbegehren muss sich der Landtag beschäftigen. Nimmt dieser den begehrten Gesetzentwurf nicht innerhalb von sechs Monaten im Wesentlichen unverändert an, kommt es frühestens drei, spätestens sechs Monate nach dem Fristablauf oder der Ablehnung des Entwurfs zum Volksentscheid.

### Volksentscheid
Damit der Volksentscheid erfolgreich ist, musste die Mehrheit der Abstimmungsteilnehmer sowie nach damaliger Rechtslage mindestens ein Drittel aller Wahlberechtigten zustimmen. Sollte die Mehrheit und das Zustimmungsquorum erreicht werden, muss der Ministerpräsident den Gesetzentwurf unverzüglich ausfertigen und im Gesetz- und Verordnungsblatt verkünden. Das Gesetz wäre dann am Tag nach seiner Verkündung in Kraft getreten, was im Falle des Volksentscheides über die Gerichtsstrukturreform dazu geführt hätte, dass sämtliche Gerichtsschließungen, -umwandlungen und Sitzverlegungen innerhalb kürzester Zeit rückgängig gemacht werden müssten.

## Ablauf der Volksinitiative und des Volksbegehrens
Für die Volksinitiative sammelten der Richterbund sowie der Verein Pro Justiz etwa 36.000 Unterschriften. Die Auszählung wurde bei einem Stand von 19.667 gültigen Stimmen beendet, weil die notwendige Anzahl von 15.000 überschritten wurde.
Da die Reform dennoch beschlossen wurde, starteten Richterbund und der Verein Pro Justiz im März 2014 das von Kommunalpolitikern aller Parteien unterstützte Volksbegehren gegen die Gerichtsstrukturreform.
Zunächst lagen Unterschriftenlisten in Amtsgerichten, Anwaltskanzleien und Rathäusern aus, Justizministerin Uta-Maria Kuder (CDU) untersagte dem Richterbund jedoch, die Listen in den Gerichten auszulegen. Bis Mitte August 2014 hatten die Initiatoren über 100.000 Unterschriften gesammelt. Angesichts des sich abzeichnenden Erfolgs des Volksbegehrens untersagte Kuder den Amtsgerichtsdirektoren Auskünfte zum Stand der Umsetzung der Gerichtsstrukturreform.
Am 9. Dezember 2014 übergaben die Initiatoren knapp 150.000 Unterschriften an die Landtagspräsidentin Sylvia Bretschneider. Die Listen sollten innerhalb von zwei bis drei Monaten von der Landeswahlleiterin Doris Petersen-Goes geprüft werden. Da das Statistische Landesamt mit der Auszählung und Überprüfung der Listen überfordert war, stellten Ministerien und die Staatskanzlei Mitarbeiter ab.
Die Auszählung und Prüfung der Stimmen wurde bei einem Stand von 120.312 gültigen Unterschriften beendet.
Das Volksbegehren gegen die Gerichtsstrukturreform ist damit das erste erfolgreiche des Landes. 2007 scheiterte das bis dahin einzige Volksbegehren, dessen Ziel ein neues Schulgesetz war, weil die nötige Anzahl von Unterschriften nicht zusammenkam. Die einzige bisher in Mecklenburg-Vorpommern durchgeführte Volksabstimmung fand am 12. Juni 1994 statt. Dabei handelte es sich um ein von der Landesregierung und dem Landtag initiiertes Referendum, mit dem die Landesverfassung des neu gegründeten Bundeslandes angenommen wurde.

## Durchführung des Volksentscheides

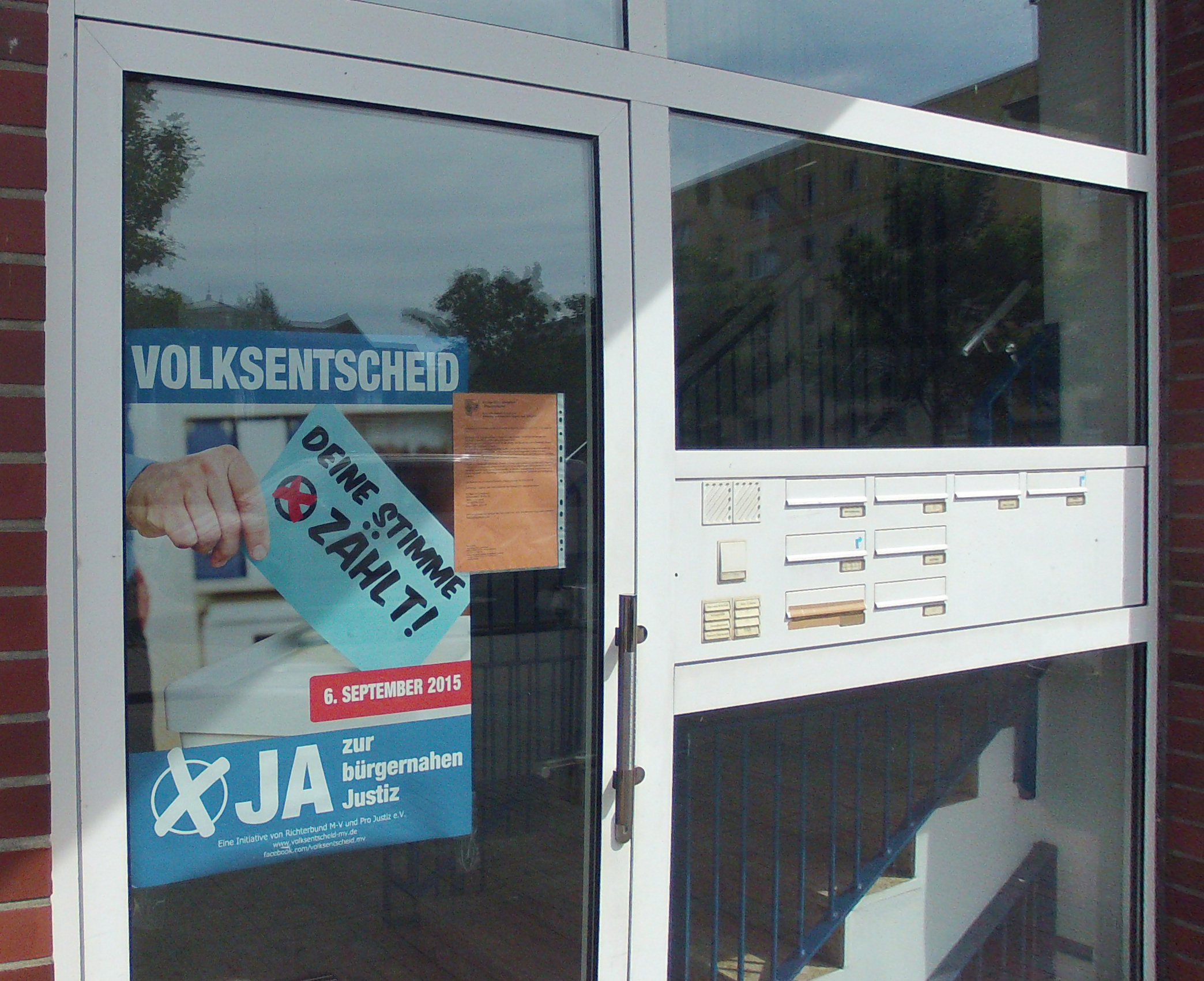
Plakat am Eingang des ehemaligen Amtsgerichts Hagenow

Da der Landtag am 3. Juni 2015 den Gesetzentwurf endgültig ablehnte, beschloss die Landesregierung, dass am 6. September 2015 der Volksentscheid stattfindet.
Obwohl dies der erste mögliche Termin zur Durchführung war, wurde die Wahl des Datums kritisiert. Da die Sommerferien in Mecklenburg-Vorpommern erst kurz vorher endeten, seien einige Ämter mit der Vorbereitung der Abstimmung überfordert gewesen. Ein Problem war hierbei die Anwerbung ehrenamtlicher Helfer zur Durchführung der Abstimmung und Auszählung der Stimmen. Daher planten einige Ämter auch aus Kostengründen die Vergrößerung der Stimmbezirke durch die Verringerung der Anzahl von Stimmräumen. Die Initiatoren des Volksbegehrens sahen darin eine unzulässige Ungleichbehandlung von Volksentscheiden und Wahlen. Von der Landeswahlleiterin wurde die Vergrößerung der Stimmbezirke jedoch als rechtmäßig eingeschätzt.
Probleme bereitete auch die Formulierung des Stimmzettels. Der Richterbund beanstandete, dass die Abstimmungsfrage irreführend sei, da Gegner der Reform mit „Ja“ stimmen mussten. Der Grund dafür ist, dass beim Volksentscheid die Frage nach der Aufhebung der Reform gestellt wurde. Nein-Stimmen stellten somit keine Ablehnung, sondern eine Zustimmung zur Gerichtsstrukturreform dar. Dass dies zu Verwirrungen führen kann, räumte auch die Landeswahlleiterin ein. Sie veröffentlichte deshalb zur Klarstellung eine Erläuterung zum Stimmzettel.
Das Justizministerium betrieb aktiv Werbung dafür, beim Volksentscheid mit „Nein“ zu stimmen. Der Richterbund und der Verein Pro Justiz sahen darin eine Verletzung des Gebotes, dass sich die Landesregierung bezüglich der Abstimmung neutral zu verhalten habe. Einen Antrag auf einstweilige Verfügung lehnte das Landesverfassungsgericht allerdings ab, weil die Öffentlichkeitsarbeit der Landesregierung nicht die verfassungsgemäße Durchführung des Volksentscheides beeinflussen würde.
Der Volksentscheid wurde am 6. September 2015 von 8 bis 18 Uhr durchgeführt. Dazu sind 1405 Abstimmungslokale im Land eingerichtet worden.  Außerdem war eine Stimmabgabe per Brief möglich. Der Blinden- und Sehbehinderten-Verein Mecklenburg-Vorpommern stellte Stimmzettelschablonen zur Verfügung, mit denen blinde und sehbehinderte Personen am Volksentscheid teilnehmen konnten. Alternativ konnten sich diese bei der Stimmabgabe von einer Vertrauensperson helfen lassen.

## Abstimmungsergebnis
Es gab am Tage des Volksentscheides 1.334.220 Stimmberechtigte in Mecklenburg-Vorpommern. Das Zustimmungsquorum lag somit bei 444.740 Ja-Stimmen. Da 262.672 Ja-Stimmen und 53.014 Nein-Stimmen abgegeben wurden, ist der Volksentscheid unecht gescheitert.
| Gebietskörperschaft                   | Beteiligung (Stimmberechtigte) | Ja (Teilnehmer*) | Ja (Stimmberechtigte) | Nein (Teilnehmer*) | Ungültig (Teilnehmer) |
| ------------------------------------- | ------------------------------ | ---------------- | --------------------- | ------------------ | --------------------- |
| Landeshauptstadt Schwerin             | 19,5                           | 72,7             | 14,2                  | 27,3               | 0,3                   |
| Hansestadt Rostock                    | 16,5                           | 76,8             | 12,7                  | 23,2               | 0,3                   |
| Landkreis Nordwestmecklenburg         | 19,6                           | 80,2             | 15,7                  | 19,8               | 0,4                   |
| Landkreis Ludwigslust-Parchim         | 27,4                           | 82,8             | 22,6                  | 17,2               | 0,3                   |
| Landkreis Rostock                     | 21,4                           | 80,6             | 17,2                  | 19,4               | 0,2                   |
| Landkreis Mecklenburgische Seenplatte | 23,9                           | 85,1             | 20,3                  | 14,9               | 0,2                   |
| Landkreis Vorpommern-Rügen            | 27,0                           | 85,1             | 22,9                  | 14,9               | 0,4                   |
| Landkreis Vorpommern-Greifswald       | 29,7                           | 88,9             | 26,4                  | 11,1               | 0,2                   |
| Land Mecklenburg-Vorpommern (Gesamt)  | 23,7                           | 83,2             | 19,7                  | 16,8               | 0,3                   |

Legende:
Mehrheit erreicht
Zustimmungsquorum nicht erreicht
* ohne Berücksichtigung ungültiger Stimmen

## Gerichtliche Prüfungen der Reform

### Verfassungsbeschwerde
Gegen das Gerichtsstrukturneuordnungsgesetz legte ein Rechtsanwalt aus Heringsdorf eine Verfassungsbeschwerde ein. Das Landesverfassungsgericht hat diese allerdings am 30. April 2015 als unzulässig verworfen, da die Grundrechte auf Berufsfreiheit, allgemeine Handlungsfreiheit und Eigentum nicht verletzt seien. Ein Vertrauen darauf, dass die aktuelle Gerichtsstruktur unveränderlich wäre, sei nicht grundrechtlich geschützt.

### Normenkontrollverfahren
Teile der Zweigstellenverordnung wurden vom Oberverwaltungsgericht Mecklenburg-Vorpommern am 2. Juni 2015 im Rahmen einer Normenkontrolle für unwirksam erklärt. Grund hierfür war eine Klage des Präsidiums des Amtsgerichts Stralsund, welchem durch die Verordnung die Befugnis zur Geschäftsverteilung eingeschränkt wurde. Dies sei ein Verstoß gegen das Gerichtsverfassungsgesetz und somit gegen höherrangiges Bundesrecht. Dem voraus ging eine Normenkontrollklage des Präsidiums des Amtsgerichts Bergen auf Rügen, die im März 2015 wegen fehlender Antragsberechtigung als unzulässig abgewiesen wurde. Das Oberverwaltungsgericht ließ keine Revision gegen dieses Urteil zu. Eine Beschwerde hiergegen hatte vor dem Bundesverwaltungsgericht keinen Erfolg.